# Anthopleura pallida
Anthopleura pallida is een zeeanemonensoort uit de familie Actiniidae.
Anthopleura pallida is voor het eerst wetenschappelijk beschreven door Duchassaing & Michelotti in 1866.